# الديكتاتور (فلم 2012)
الديكتاتور (بالإنجليزية: The Dictator) فيلم أمريكي يناقش القضية المتكررة للقادة الدكتاتوريين في العالم. يتناول الفيلم (حسب الشركة المنتجة) «قصة بطولية عن دكتاتور يُخاطر بحياته في سبيل أن لا تأتي الديمقراطية إلى بلده الذي يقمعه بحب.»! وهذا الديكتاتور هو القائد الاميرال علاء الدين رئيس جمهورية خيالية هي وادية (Wadiya).
الفيلم من إخراج لاري تشارلز، وهو الذي أخرج لبطل الفيلم ساشا بارون كوهين فيلمين من قبل هما بورات، وبرونو (Brϋno).
يُقال أن الفيلم مستوحى من رواية زبيبة والملك، ومن شخصية صدام حسين.
ومع ذلك فإن شريط إعلان الفيلم يجعل شخصية الدكتاتور أقرب للزعيم الليبي معمر القذافي، حيث يوضحه في زيارة للولايات المتحدة وسط حرسه النسائي. وما يعزز هذا الاعتقاد هو المقاطع من خطب الرئيس الأمريكي باراك أوباما، ورئيس وزراء بريطانيا ديفيد كاميرون المُدينة لتصرفات القذافي أثناء الحرب الليبية عام 2011. وإن كان هناك مقطع لهيلاري كلينتون هو جزء من خطاب تُدين فيها الرئيس السوري بشار الأسد،[بحاجة لمصدر] مما يعني أن المُراد بالدكتاتور ليس شخصاً واحداً.

## الحبكة
لسنوات عديدة، كانت الدولة الخيالية في شمال أفريقيا جمهورية الوادية يحكمها الأدميرال الجنرال حافظ علاء الدين، وهو ديكتاتور طفولي، استبدادي، متحيز جنسيًا، معادٍ للغرب، ومعادٍ للسامية يحيط نفسه بحارساته، ويرعى الإرهاب (خاصة توفير المأوى لزعيم القاعدة أسامة بن لادن بعد "قتلوا شبيهه قبل عام")، غير الكثير من الكلمات في قاموس الوديان إلى «علاء الدين»، ويعمل على تطوير أسلحة نووية لمهاجمة إسرائيل كما أنه يرفض بيع حقول النفط في الوادية، وهو الوعد الذي قطعه لوالده قبل وفاته. بعد أن قرر مجلس الأمن التابع للأمم المتحدة التدخل عسكريًا، يسافر علاء الدين إلى مقر الأمم المتحدة في مدينة نيويورك لإلقاء كلمة في المجلس.
بعد وقت قصير من وصوله، قام كلايتون باختطاف علاء الدين، الذي يفترض أنه مسؤول عن الاستعدادات الأمنية، لكنه كان قاتلًا استأجره عمه الغادر تمير، الذي تركه والد علاء الدين خلفًا لابنه. ثم يستبدل تامير علاء الدين بشخصه الغامض المسمى Efawadh، الذي ينوي التلاعب به لتوقيع وثيقة ديمقراطية اسمياً للوادي بينما يفتح حقول النفط في البلاد أمام الصينيين وغيرهم من المصالح الخاصة الأجنبية. يهرب علاء الدين بعد أن قام كلايتون بطريق الخطأ بحرق نفسه حتى الموت في محاولة تعذيب فاشلة. عندما تم اكتشاف جثته المحترقة، يعتقد تامير أن علاء الدين قد قُتل. ومع ذلك، لا يمكن التعرف على علاء الدين عمليًا حيث حلق كلايتون لحيته الشهيرة قبل وفاته.
تتجول علاء الدين في مدينة نيويورك، ويواجه زوي، وهي ناشطة في مجال حقوق الإنسان تقدم له وظيفة في تعاونها التعاوني التقدمي اجتماعيًا وأسلوب الحياة البديل. يرفض علاء الدين العرض ويواجه نادال «النووي»، الرئيس السابق لبرنامج الأسلحة النووية في وادية، والذي اعتقد علاء الدين أنه أعدمه سابقًا بسبب جدال حول تصميم الرأس الحربي. يتبعه علاء الدين إلى حي «ليتل وديا» في نيويورك، الذي يسكنه لاجئون من بلده، ويلتقي به في مطعم «الموت إلى علاء الدين»، وهو مطعم يديره ويزوره العديد من الأشخاص الذين أمر علاء الدين بإعدامهم. يخطئ النادل واللاجئون في المطعم على أنه «متعاطف مع علاء الدين» بعد محاولة فاشلة للتستر على هويته ويوشك أن يتعرض للهجوم عندما ينقذه نادال. يكشف نادال لعلاء الدين أن جميع الأشخاص الذين أمر بإعدامهم تم إرسالهم بدلاً من ذلك إلى المنفى إلى الولايات المتحدة، كانت الشرطة السرية في الواقع أعضاء في المقاومة. يوافق نادال على مساعدة علاء الدين في إحباط مؤامرة تامير واستعادة سلطته، بشرط أن يجعله علاء الدين رئيسًا لبرنامج وادية النووي مرة أخرى. توافق علاء الدين وتقبل عرض عمل زوي، لأنها تقدم الطعام في الفندق الذي سيتم التوقيع فيه. يقترب علاء الدين من زوي بعد أن رفضت تقدمه الجنسي وعلّمته كيفية ممارسة العادة السرية، وفي النهاية يقع في حبها بعد رؤيتها غاضبة. بالتحول حول أعمال زوي المتعثرة، يبدأ علاء الدين في فرض جداول زمنية صارمة على الجميع، وتشكيل عبادة شخصية حول زوي وترهيب المفتش لإعطاء المتجر مراجعة جيدة.
ومع ذلك، أصبحت علاقة علاء الدين بزوي متوترة بعد أن قرر أن يكون صادقًا معها ويكشف عن حقيقته، لا يمكنها أن تحب رجلاً كان شديد القسوة مع شعبه. بعد الحصول على لحية جديدة مأخوذة من جثة، دخل علاء الدين زيبلينز إلى الفندق وأخبر إفاوض أنه تعافى، تم خداع شخصيته المزدوجة للاعتقاد بأن المرشد الأعلى كان مريضًا. في حفل التوقيع، قام بتمزيق وثيقة تمير أمام وسائل الإعلام وألقى خطابًا حماسيًا يشيد بفضائل الديكتاتورية، ويقارن بشكل غير مقصود مع القضايا الحالية في الولايات المتحدة. ومع ذلك، عندما رأى زوي في الغرفة، أعلن حبه لها، ومع علمه بآراء زوي الراسخة، يتعهد بإضفاء الطابع الديمقراطي على بلاده وفتح حقول النفط في وادي للعمل، ولكن بطريقة يستفيد منها عامة الناس. غاضبًا من بقاء علاء الدين في السلطة، يحاول تامر اغتياله لكن إيفاوض يقفز أمام الرصاصة وينجو، حيث أن وظيفته «إطلاق النار في رأسه». تم القبض على تمير بعد ذلك.
بعد مرور عام، أجرى الوادية أول انتخابات ديمقراطية، على الرغم من تزويرها لصالح علاء الدين (الذي أضاف الآن ألقاب الرئيس – رئيس الوزراء إلى الأدميرال جنرال سابق له). بعد ذلك، تزوج من زوي، لكنها صُدمت عندما كسرت قدمها الزجاج وظهرت على أنها يهودية. طوال الفيلم ظهر وهو يتعهد بـ «تدمير إسرائيل». تُظهر المشاهد خلال الاعتمادات قافلة علاء الدين، التي تتكون الآن من سيارات صديقة للبيئة، وعلاء الدين يزور نادال المعاد تركيبه، ولاحقًا زوي تكشف في مقابلة تلفزيونية أنها حامل بالطفل الأول للزوجين. يرد علاء الدين على الأخبار بالسؤال عما إذا كانت زوي لديها «صبي أو إجهاض».

### إصدار غير مقيم
يمتد المقطع غير المصنف لالدكتاتور لمدة خمس عشرة دقيقة إضافية من النسخة المسرحية الأصلية التي تبلغ مدتها 83 دقيقة. الكثير من المواد المضافة عبارة عن محتوى جنسي إضافي وحوار. هناك مشهد بعد نوم علاء الدين في الجزء الخلفي من المتجر حيث يحاول أحد حراسه الشخصيين، إترا، قتله بضربه بثدييها المتضخمين بأمر من تامر. مشهد آخر مضاف هو السيد أوجدن، مدير فندق لانكستر، وهو يتحدث إلى زوي في الجماعية ويلغي عقد التموين بسبب علاء الدين.

## الاستقبال
أعطى مجمع المراجعة روتن توميتوز الفيلم تصنيفًا بنسبة 57٪ بناءً على 222 مراجعة، ومتوسط تقييم 5.90 / 10. يقرأ الإجماع النقدي للموقع، «الدكتاتور غير متكافئ بشكل كبير، ولكنه استفزازي باستمرار، هو إدخال لائق في النوع الكوميدي البولي-تهريجية.» على ميتاكريتيك، حصل الفيلم على 58 درجة من أصل 100 بناءً على 41 نقادًا، مما يشير إلى «مراجعات مختلطة أو متوسطة». الجماهير التي استطلعت آراءها سينماسكور خلال عطلة نهاية الأسبوع الافتتاحية أعطت الفيلم متوسط درجة "C" على مقياس يتراوح من A + إلى F.
روجر إيبرت من شيكاغو سن-تايمز أعطى الفيلم ثلاثة نجوم من أصل أربعة محتملين، قائلاً: «الديكتاتور مضحك، بالإضافة إلى أنه فاحش، ومقرف، وبذيء، ومبتذل، وفج وغير ذلك. بعد أن رأيت ساشا بارون كوهين يروج لها في عدد لا يحصى من البرامج الحوارية، كنت أخشى أن يبدو الفيلم وكأنه ديجا فو. لكن لا. أثبت أنه أفضل صانع أفلام كوميدي يعمل الآن. وفي خطاب عن الديكتاتوريات، يمارس السخرية السياسية بلا رحمة». على العكس من ذلك, خلصت مجلة سلانت إلا أن «الدكتاتور لا بد أن يكون واحدة من أكبر الإخفاقات الكوميدية لهذا العام، ولا تثير الكثير من القضايا الساخنة بقدر ما تعرض ساخرًا رائعًا من لعبته»  وافق Keith Uhlich من تايم آوت، ومنحه أربعة نجوم من أصل خمسة، ووصف المشاهد الافتتاحية في الفيلم بأنها «جيرمياد السريع والمرح» ومونولوجه الختامي «خطاب مثير ومثير للجدل يستحق كل من تشابلن، وفريق أمريكا».
أشارت العديد من المراجعات إلى أن فيلم فيلم الإخوة ماركس لعام 1933 حساء البط، ألهم أجزاء من فيلم بارون كوهين لعام 2012. لاحظ سكوت توبياس من إيه. في. كلوب أن «الأدميرال جنرال علاء الدين وروفوس تي فايرفلاي يشتركان في نفس السلالة، مما يمثل ازدراءًا عامًا لقادة العالم من أي مخطط، سواء كانوا يرتدون» لحية عليا «أو شارب دهني». اكتشف سكوت ويلسون من مسرح ناشفيل «صدى هنا لتلك الدعارة المضحكة من كراهية الأجانب، حساء البط». زعم بيتر ترافرز من رولينج ستون أن فيلم بارون كوهين «يتهرب من التقاليد المهدئة ويستحق في نهاية المطاف مقارنات مع حساء البط لماركس براذرز، والديكتاتور العظيم لتشارلي شابلن.»

## الرقابة
تم حظر الفيلم رسميًا في طاجيكستان، وُصف بأنه «غير مرجح» لعرضه في تركمانستان، اختصاره إلى 71 دقيقة بسبب الرقابة في أوزبكستان، ومنعه من الشاشات بعد أسبوعين من عرضه الأول في كازاخستان. في باكستان، تم إصدار النسخة الخاضعة للرقابة فقط. انتشرت شائعات مفادها أن الفيلم قد تم حظره بشكل غير رسمي أيضًا من العرض في بيلاروسيا، لكن مسؤولي الدولة نفوا هذا مشيرًا إلى نقص دور السينما المجهزة بشكل صحيح والمناسبة لعرض الفيلم الموزع حصريًا في شكل رقمي. وبحسب ما ورد تم حظر الفيلم من دور العرض في ماليزيا. في إيطاليا، تم استبدال الإشارة إلى «رئيس الوزراء الإيطالي» في المشهد مع ميغان فوكس بـ «سياسي» عام لتجنب الإشارة إلى رئيس وزراء إيطاليا آنذاك سيلفيو برلسكوني.

## روابط خارجية
- مقالات تستعمل روابط فنية بلا صلة مع ويكي بيانات